# شيرلي شيروود

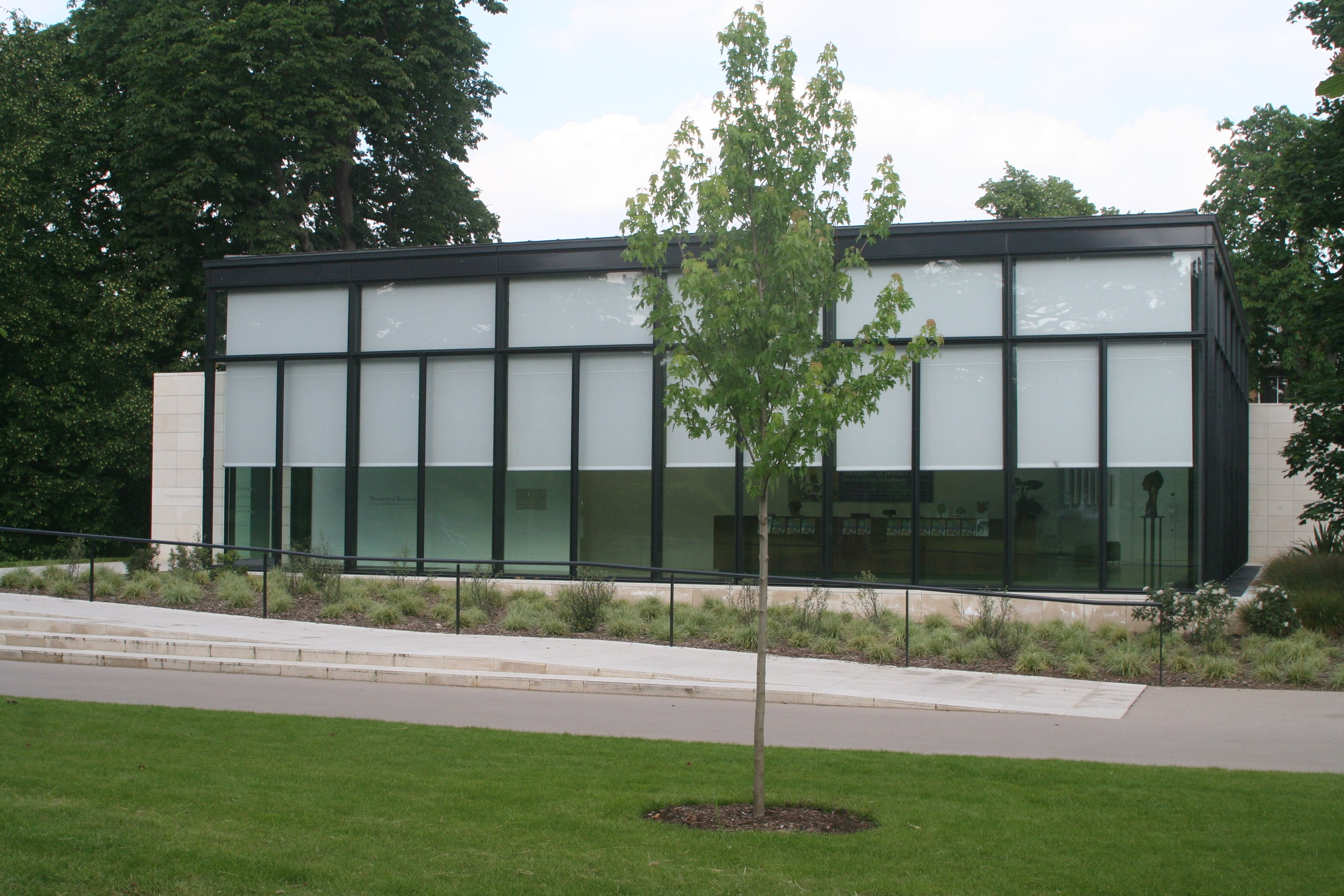
معرض شيرلي شيروود.

شيرلي شيروود (بالإنجليزية: Shirley Sherwood)‏ هي عالمة نبات بريطانية، ولدت في 1 يوليو 1933.